# Clarificateur

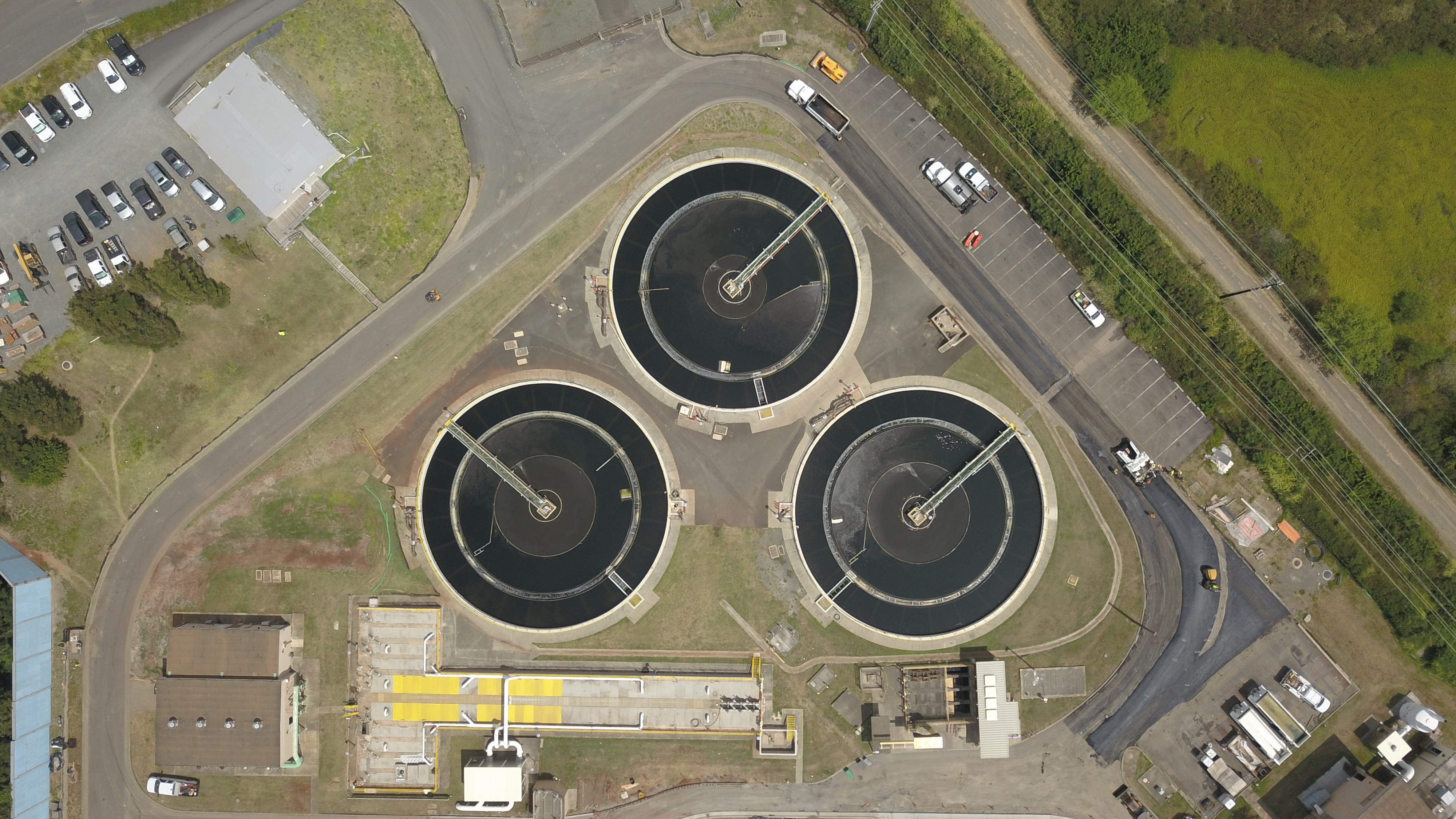
Trois clarificateurs à l'usine de traitement des eaux usées d'Aikahi à Hawaï.

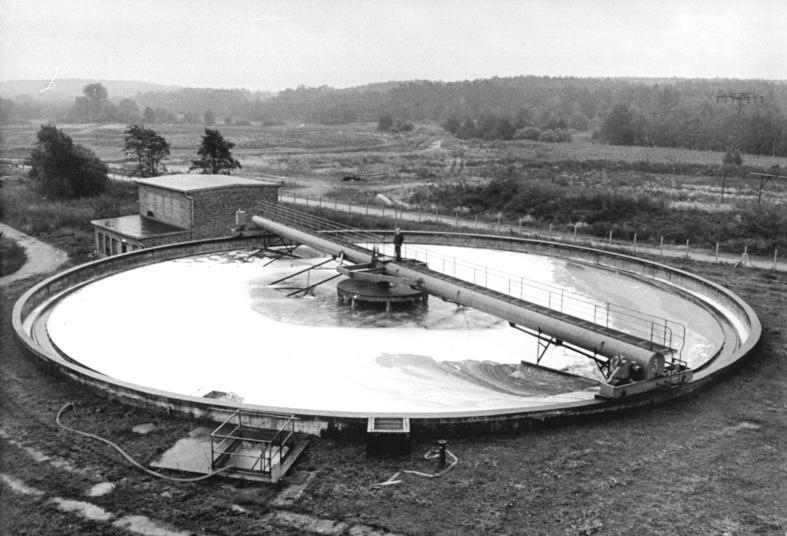
Clarificateur circulaire avec racleur de surface visible en bas à droite. Alors que le pont racleur tourne lentement autour du clarificateur, les matières flottantes sont poussées dans le piège visible au-dessus de l'enceinte clôturée en bas à gauche.

Les clarificateurs, ou décanteurs secondaires, sont des bassins de décantation secondaire des stations d'épuration biologiques, construits pour l'élimination continue des solides déposés par sédimentation. Les boues se déposent au fond du réservoir, où elles sont collectées par un mécanisme de raclage.

## Principe
Les clarificateurs sont utilisés dans les stations d'épuration à boues activées pour séparer l'eau traitée de la biomasse. Les boues décantent au fond du bassin et sont collectées par un racloir. Le surnageant, ou effluent épuré, est rejeté dans le milieu naturel,.
Les fonctions du décanteur secondaire sont triples :
- Clarification : produire un effluent final clarifié dont la concentration en MES est généralement inférieure à 30 mg/L, soit un rendement de séparation supérieur à 98 % ;
- Épaississement : produire un débit continu de boue concentrée.
- Stockage : capaciter à stocker la masse de boue supplémentaire générée par une surcharge hydraulique momentanée.

Un système de recirculation est mis en place pour recycler les boues dans le bassin d'aération biologique en amont de filière. Ce qui assure le maintien de la concentration en MES dans les réacteurs biologiques. Les boues sont également extraites par soutirage.

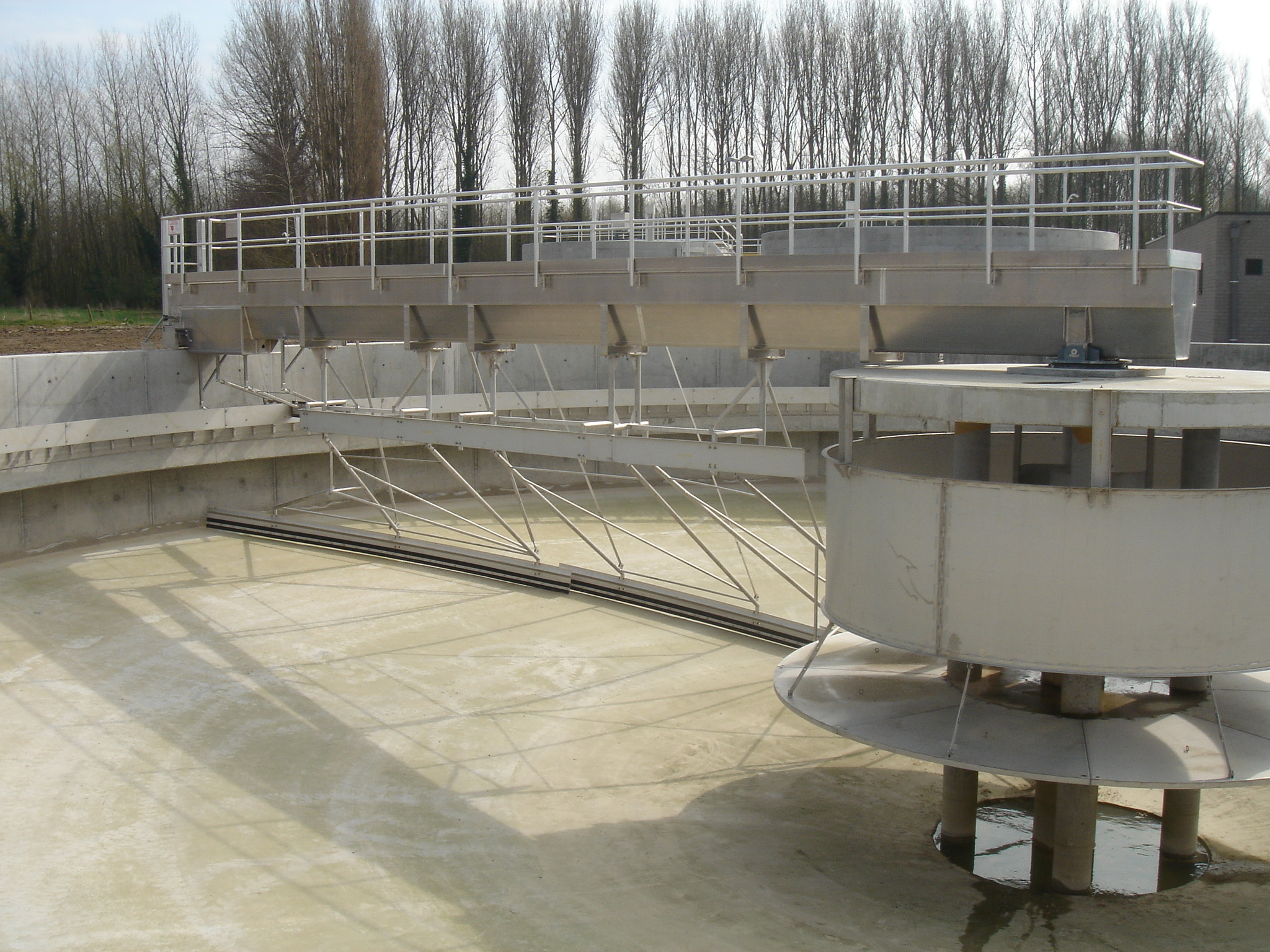
Clarificateur circulaire vide montrant les déflecteurs d'entrée centraux à droite avec les bras de racleur et d'écumeur de solides visibles sous le pont rotatif.

## Types de clarificateurs

### Formes
Un clarificateur peut être de forme rectangulaire ou circulaire.
Les ouvrages rectangulaires présentent l'avantage d'être plus compacts et plus faciles à implanter. Cependant, le système de recyclage des boues est plus compliqué, ce qui augmente leur coût. Pour ces raisons économiques, les clarificateurs sont la plupart du temps circulaires,.

### Reprise des boues
Les boues décantées du clarificateur peuvent être reprises par raclage ou par succion.
Le raclage est une solution économique adaptée aux ouvrages de faibles dimensions (moins de 20 mètres de diamètre ou de côté). Mais pour les ouvrages imposants, ramener facilement les boues décantées vers le puits central impose un radier de forte pente, donc un ouvrage profond et des équipements complexes.
La reprise des boues par succion sera favorisée pour les ouvrages de grandes dimensions, en général à partir d'un diamètre de 25 mètres,.

### Matériaux
Les matériaux communément utilisés pour un clarificateur sont les suivants :
- Aluminium
- Acier inoxydable
- Acier peint
- Acier galvanisé[2]

## Dimensionnement
Le dimensionnement d'un clarificateur repose sur des principes de sédimentation et de conception hydraulique. Les facteurs pris en compte sont la charge hydraulique, la vitesse de décantation et la concentration en MES dans l'influent.

### Vitesse ascensionnelle
La vitesse ascensionnelle, ou charge hydraulique superficielle, {\displaystyle V_{a}}, s'exprime par la formule suivante :
{\displaystyle V_{a}={\frac {Q}{A}}}
où :
- {\displaystyle V_{a}} est la vitesse ascensionnelle (m³/m²·h ou m/h),
- {\displaystyle Q} est le débit volumétrique (m³/h),
- {\displaystyle A} est la surface de décantation effective (m²).

Cette relation permet de déterminer la surface de décantation nécessaire en fonction du débit d'entrée et d'une vitesse ascensionnelle donnée (charge hydraulique généralement comprise entre 1 et 2 m3.m−2.h−1),,.

### Temps de rétention hydraulique
Le temps de rétention hydraulique (TRH), ou temps de séjour hydraulique, est le temps pendant lequel l'eau reste dans le clarificateur. Il est donné par la formule :
{\displaystyle TRH={\frac {V}{Q}}}
où :
- {\displaystyle TRH} est le temps de rétention hydraulique (h),
- {\displaystyle V} est le volume du clarificateur (m³),
- {\displaystyle Q} est le débit volumétrique (m³/h).

Un temps de rétention suffisant est nécessaire pour permettre aux particules en suspension de sédimenter correctement,,.

### Profondeur de l'ouvrage
La profondeur du clarificateur est établie à partir de règles empiriques, décomposant le bassin en quatre zones superposées, de haut en bas :
- {\displaystyle h_{1}} : zone d'eau clarifiée (50 cm en pratique) ;
- {\displaystyle h_{2}} : zone de séparation ou de sédimentation libre (0,8 à 1 mètre) ;
- {\displaystyle h_{3}} : zone de stockage de boue (sécurité temps de pluie), correspondant au flux de matières déconcentrées du bassin d'aération ;
- {\displaystyle h_{4}} : zone d'épaississement et d'évacuation des boues.

Les hauteurs {\displaystyle h_{3}} et {\displaystyle h_{4}} sont calculés à partir de la concentration en boue {\displaystyle C_{ba}} et de l'indice de boue {\displaystyle I_{B}}.
{\displaystyle h_{3}={\frac {\Delta C\cdot V_{ba}\cdot I_{B}}{1000\cdot S}}}
{\displaystyle h_{4}={\frac {C_{ba}\cdot I_{B}}{1000}}}
La hauteur totale ne doit jamais être inférieure à 3 mètres pour les ouvrages de grand diamètre (supérieur ou égal à 20 mètres). Pour les bassins aux dimensions moindres, la hauteur totale ne doit pas être inférieure à 2,5 mètres,,.

### Taux de recirculation en boue
Le taux de recirculation en boue entre le clarificateur et le bassin d'aération, {\displaystyle R_{min}}, se calcule comme suit :
{\displaystyle R_{min}={\frac {C_{ba}}{C_{br_{max}}-C_{ba}}}}
où :
- {\displaystyle R_{min}} : rapport minimum de recirculation ;
- {\displaystyle C_{ba}} : concentration en boues activées dans le bassin d'aération, en mg/L ou g/L. Cela correspond à la quantité de biomasse disponible pour le traitement biologique ;
- {\displaystyle C_{brmax}} : concentration maximale de boues en recirculation.

avec,
{\displaystyle C_{br_{max}}({\text{g.L}}^{-1})={\frac {1000}{I_{B}}}\cdot {\sqrt[{3}]{t_{th}}}}
Un taux de recirculation usuel se situe entre 100 et 150 % pour un garantir le bon fonctionnement de l'installation.
Une recirculation trop forte entraînera une décantation imparfaite et des turbulences dans le clarificateur. Une recirculation trop faible voire arrêtée provoquera une dénitrification ou une fermentation dans le décanteur secondaire avec des risques élevés de bactéries filamenteuses,,.

## Dysfonctionnements

### Bactéries filamenteuses
La présence excessive de bactéries filamenteuses (foisonnement et moussage), limite fortement les capacités hydrauliques du clarificateur et peut entraîner des départs de boue
dans le milieu naturel,.

### Matières flottantes instables
Les matières flottantes instables se caractérisent par la présence de particules de boues non associées à des bactéries filamenteuses.
L'origine de l'accumulation de flottants est triple :
- Dénitrification : la dénitrification survient majoritairement sur des stations traitant uniquement la pollution carbonée, où la nitrification agit de manière spontanée. Les causes sont une sous-charge organique entraînant une «sur-aération» rendant l'oxygène disponible pour la nitrification, ainsi que des températures importantes favorisant une croissance rapide des bactéries nitrifiantes. Une meilleure maîtrise des plages d'aération, d'anoxie et du brassage permet d'éviter la dénitrification dans le clarificateur. Une recirculation plus importante du clarificateur vers le bassin d'aération peut limiter le phénomène de dénitrification en réduisant le temps de séjour des boues du clarificateur.
- Dégazage insuffisant (phénomène d'aéroflottation) : ce dysfonctionnement concerne particulièrement les aérateurs à fines bulles à haute profondeur d'immersion des diffuseurs (supérieure à 7 mètres). Dans ce cas, une sursaturation de l'azote atmosphérique peut se produire dans le bassin d'aération. L'arrivée des boues dans le clarificateur provoque un dégazage de l'azote et un phénomène similaire à la nitrification biologique se produit. Pour pallier ce problème, un dégazeur efficace est essentiel.
- Fermentation des boues : la fermentation des boues est provoqué par la présence de méthane, substance générée par des réactions anaérobies de dégradation de matière organique. Les principales causes sont un défaut de raclage du radier, des zones mortes (sous la goulotte interne du clarificateur, sur les montants du pont racleur, sur le puit central ou sur le puit de recirculation), une agitation insuffisante dans certaines parties du bassin et une sous-aération importante[11].

Ces types de flottants instables sont facilement désagrégés par la pluie.

### Gestion de la concentration des boues
Une mauvaise gestion de la concentration des boues peut entraîner une augmentation anormale du stock de boue dans le bassin d'aération, puis dans le clarificateur. Les conséquences sont une consommation excessive d'électricité (respiration des boues) et des risques de départs de boue en sortie.
Ce dysfonctionnement peut survenir lorsque les conditions de soutirage des boues en excès ne permettent pas une extraction suffisante des boues produites. Ce cas de figure est notable en période hivernale ou lorsque l'épandage des boues n'est pas possible.

## Applications

### Traitement de l'eau potable
L'eau potable, eau purifiée pour la consommation humaine, est traitée avec des réactifs de floculation, puis envoyée vers le clarificateur où l'élimination du coagulât floculé permet d'obtenir de l'eau clarifiée. Le clarificateur fonctionne en permettant aux particules les plus lourdes et les plus grosses de se déposer au fond du bassin. Les particules forment ensuite une couche inférieure de boues nécessitant un soutirage régulier. L'eau clarifiée subit ensuite plusieurs étapes supplémentaires avant d'être stockée et utilisée.

### Traitement des eaux usées
Les bassins de sédimentation sont utilisés pour traiter les eaux usées depuis des millénaires.
Les clarificateurs, bassins de décantation secondaires, éliminent les boues biologiques produites lors du traitement secondaire, notamment les boues activées, les filtres à ruissellement et les contacteurs biologiques rotatifs.

### Exploitation minière
Les méthodes utilisées pour traiter les solides en suspension dans les eaux usées minières comprennent la sédimentation, la clarification par couverture de flocs et la filtration. La sédimentation est utilisée par Rio Tinto Minerals pour affiner le minerai brut en borates raffinés. Après dissolution du minerai, la solution saturée de borate est pompée dans un grand bassin de décantation. Les borates flottent à la surface du liquide tandis que la roche et l'argile se déposent au fond.